# Mindre kanastero
Mindre kanastero (Asthenes pyrrholeuca) är en fågel i familjen ugnfåglar inom ordningen tättingar.

## Utseende och läte
Mindre kanastero är en rätt enfärgad brunaktig fågel, påminnande om en husgärdsmyg. Den skiljer sig dock tydligt genom sin långa och löst hållna stjärt med roströda sidor. Liknande gräskanasteron hittas i öppnare miljöer och har annorlunda läten.

## Utbredning och systematik
Mindre kanastero förekommer i södra Sydamerika. Hur populationerna ska delas in i underarter råder det oenighet kring. Clements et al delar in mindre kanastero i fyra underarter med följande utbredning:
- Asthenes pyrrholeuca affinis – förekommer i centrala Argentina och Chile, övervintrar i Bolivia och Paraguay
- Asthenes pyrrholeuca pyrrholeuca – förekommer i nordvästra Argentina
- Asthenes pyrrholeuca sordida – förekommer i Chile (Aconcagua till Aysen), västra Argentina (Nahuel Huapi)
- Asthenes pyrrholeuca flavogularis – förekommer i östra och södra Argentina (Buenos Aires till Santa Cruz)

International Ornithological Congress (IOC) erkänner istället endast två underarter genom att inkludera affinis och flavogularis i nominatformen.

## Levnadssätt
Mindre kanastero är en rätt vanig men förbisedd fågel i både bergstrakter och låglänta områden. Den ses främst i torrare miljöer med lågväxta snåriga buskar. Arten håller sig vanligen lågt i buskar och kryper fram i vegetationen, men kan ofta ses sitta i toppen av en buske när den sjunger.

## Status och hot
Arten har ett stort utbredningsområde, men tros minska i antal, dock inte tillräckligt kraftigt för att den ska betraktas som hotad. Internationella naturvårdsunionen IUCN listar arten som livskraftig (LC).